# 建西镇
建西镇是中国福建省南平市顺昌县下辖的一个镇。
建西镇原名大埠岭，地处顺昌县东南部，紧邻316国道和鹰厦铁路，528国道穿境而过。历史上曾是全国最长森林铁路：建西森铁的所在地。
2021年，全镇农林渔牧业总产值2.51亿元；工业总产值 1.2933亿元；规模以上工业产值0.7491亿元；固定资产投资4.8926亿元，增长6.36%；农村居民人均可支配收入19005元，增长7.2%。2021年末，常住总人口5236人。

## 历史沿革
建西镇原属南平峡阳（今延平区），曾在不同时期为际会乡、建西镇、建西县属地。际会乡原属建瓯县。

## 行政区划
建西镇共辖1个社区、9个行政村，分别是：
中心街社区、安下村、路兹村、际会村、慈太村、际滨村、科头村、南山村、元峰村和谢屯村。